# Municipio de Granville (Minnesota)
El municipio de Granville (en inglés: Granville Township) es un municipio ubicado en el condado de Kittson en el estado estadounidense de Minnesota. En el año 2010 tenía una población de 83 habitantes y una densidad poblacional de 0,93 personas por km².

## Geografía
El municipio de Granville se encuentra ubicado en las coordenadas 48°50′20″N 96°52′33″O / 48.83889, -96.87583. Según la Oficina del Censo de los Estados Unidos, el municipio tiene una superficie total de 89.38 km², de la cual 89,22 km² corresponden a tierra firme y (0,17 %) 0,15 km² es agua.

## Demografía
Según el censo de 2010, había 83 personas residiendo en el municipio de Granville. La densidad de población era de 0,93 hab./km². De los 83 habitantes, el municipio de Granville estaba compuesto por el 97,59 % blancos, el 1,2 % eran afroamericanos y el 1,2 % eran de una mezcla de razas. Del total de la población el 0 % eran hispanos o latinos de cualquier raza.